# رودلف غريم
رودلف غريم (بالألمانية: Rudolf Grimm)‏ هو فيزيائي ألماني، ولد في 10 نوفمبر 1961 في مانهايم في ألمانيا.